# NGC 6086
NGC 6086 (другие обозначения — UGC 10270, MCG 5-38-35, ZWG 167.45, PGC 57482) — эллиптическая галактика (E) в созвездии Северная Корона.
Этот объект входит в число перечисленных в оригинальной редакции «Нового общего каталога».